# Sinomicrurus macclellandi
Sinomicrurus macclellandi là một loài rắn trong họ Rắn hổ. Loài này được Reinhardt mô tả khoa học đầu tiên năm 1844.